# 阿拉米略 (新墨西哥州)
阿拉米略（英語：Alamillo）是位於美國新墨西哥州索科羅縣的普查規定居民點。

## 人口
根據2020年美國人口普查的數據，阿拉米略的面積為3.11平方千米，皆為陸地。當地共有人口124人，而人口密度為每平方千米39.87人。